# Arquidiócesis de Monreale
La arquidiócesis de Monreale (en latín: Archidioecesis Montis Regalis y en italiano: Arcidiocesi di Monreale) es una circunscripción eclesiástica de la Iglesia católica en Italia. Se trata de una arquidiócesis latina, sufragánea de la arquidiócesis de Palermo. Desde el 28 de abril de 2022 su arzobispo es Gualtiero Isacchi.

## Territorio y organización
La arquidiócesis tiene 1509 km² y extiende su jurisdicción sobre los fieles católicos de rito latino residentes en parte de la región de Sicilia, comprendiendo 24 comunas de la ciudad metropolitana de Palermo: Monreale (excluida la parroquia de San Martino delle Scale que es parte de la arquidiócesis de Palermo), Altofonte, Balestrate, Bisacquino (tiene un pequeño enclave rodeado por la arquidiócesis de Agrigento), Borgetto, Campofiorito, Camporeale, Capaci, Carini, Chiusa Sclafani, Cinisi, Corleone, Giardinello, Giuliana, Isola delle Femmine, Montelepre, Partinico, Prizzi, Roccamena, San Cipirello, San Giuseppe Jato, Terrasini, Torretta, Trappeto y las parroquias de Sant'Antonio di Padova, San Gioacchino, Maria Santissima Addolorata y Santa Maria La Reale de la ciudad de Palermo.
La sede de la arquidiócesis se encuentra en la ciudad de Monreale, en donde se halla la Catedral de Santa María la Nueva.
En 2021 en la arquidiócesis existían 70 parroquias agrupadas en 6 vicariatos: Bisacquino, Carini, Corleone, Monreale, Partinico y San Giuseppe Jato.

## Historia
La abadía de Santa María la Nueva de Monreale fue declarada exenta de la jurisdicción de los arzobispos de Palermo en 1174 por el papa Alejandro III, quien con dos bulas sucesivas Attendentes quomodo y Ex debito suscepti regiminis concedió a la abadía numerosos privilegios. No es seguro si el primer abad Teobaldo, elegido en 1176, obtuvo la consagración episcopal. El rey Guillermo II de Sicilia dotó a la abadía de numerosas posesiones, sobre las que el abad ejercía el señorío feudal con jurisdicción civil y penal.
Su sucesor Guillermo, elegido dos años más tarde, consiguió obtener del papa Lucio III mediante la bula Licet Dominus del 5 de febrero de 1183 la elevación de la abadía al rango de arquidiócesis metropolitana, a la que fueron asignadas como sufragáneas las diócesis de Catania y, desde 1188, de Siracusa.
El derecho de elegir arzobispos fue confiado inicialmente a los monjes del capítulo. En 1233 el papa Gregorio IX reivindicó para la Sede Apostólica el derecho de confirmar a los elegidos y al mismo tiempo secularizó el capítulo, anulando así el antiguo derecho de los monjes.
De 1446 a 1488 el arzobispo de Monreale acogió en los territorios de la diócesis a un numeroso grupo de exiliados católicos albaneses de rito bizantino (rito griego), exiliados de sus tierras debido a la ocupación turco-otomana.
En 1590 el arzobispo Ludovico II de Torres instituyó el seminario diocesano.
El 7 de julio de 1775, el papa Pío VI a petición del rey Fernando III de Sicilia, mediante el breve Apostolici suscepti unió aeque principaliter, las arquidiócesis de Monreale y la Palermo. La unión duró hasta el 2 de marzo de 1802, cuando el papa Pío VII, mediante la bula Imbecillitas humanae mentis restituyó la autonomía de Monreale.
El 12 de septiembre de 1816 obtuvo como sufragánea la recién erigida diócesis de Caltagirone. En 1832 perdió la jurisdicción metropolitana sobre la diócesis de Siracusa.
El 20 de mayo de 1844, en el marco de la reorganización general de las diócesis sicilianas establecida por la bula In suprema del papa Gregorio XVI, se amplió con cinco comunas que pertenían a la diócesis de Agrigento. Al mismo tiempo se reorganizó la provincia eclesiástica, que pasó a tener como sufragáneas las diócesis de Agrigento, Caltanissetta y Catania, mientras que Caltagirone pasó a ser sufragánea de Siracusa.
En 1867 la arquidiócesis quedó vacante debido a la muerte de Benedicto D'Acquisto. La sede vacante continuó, también debido a los intentos del gobierno liberal de intervenir en el nombramiento de obispos, que estaba sujeto al exequatur y a la pretensión de arrebatar a los monarcas anteriores el patronato real, es decir, gozar del derecho de presentación de obispos. Después de la división entre Iglesia y Estado con la toma de Porta Pia el 20 de septiembre de 1870, la Santa Sede se negó a ponerse de acuerdo sobre los nombramientos de obispos y entre 1871 y 1872 procedió a nombramientos unilaterales para las diócesis sicilianas, eligiendo para Monreale al obispo teatino Giuseppe Maria Papardo del Parco (1871-1883). Hasta 1879 no recibió el exequatur y por tanto había recibido la orden de abandonar el palacio arzobispal. Cualquier resistencia podría haber implicado no sólo el uso de la fuerza, sino también la expulsión forzada de la diócesis y la encomienda de la diócesis a un vicario capitular.
El 26 de octubre de 1937 cedió las parroquias de rito bizantino para la erección de la eparquía de Piana de los griegos (hoy eparquía de Piana) mediante la bula Apostolica Sedes del papa Pío XI.
Desde el 2 de diciembre de 2000, Monreale ya no es sede metropolitana, aunque conserva el título arzobispal, y pasó a formar parte de la provincia eclesiástica de la arquidiócesis de Palermo.

## Estadísticas
Según el Anuario Pontificio 2022 la arquidiócesis tenía a fines de 2021 un total de 259 100 fieles bautizados.
| Año                                                                             | Población            | Población | Población      | Sacerdotes | Sacerdotes    | Sacerdotes    | Bautizados por sacerdote | Diáconos permanentes | Religiosos | Religiosos | Parroquias |
| Año                                                                             | Bautizados católicos | Total     | % de católicos | Total      | Clero secular | Clero regular | Bautizados por sacerdote | Diáconos permanentes | Varones    | Mujeres    | Parroquias |
| ------------------------------------------------------------------------------- | -------------------- | --------- | -------------- | ---------- | ------------- | ------------- | ------------------------ | -------------------- | ---------- | ---------- | ---------- |
| 1949                                                                            | 199 500              | 200 000   | 99.8           | 220        | 180           | 40            | 906                      |                      | 35         | 300        | 50         |
| 1970                                                                            | 198 000              | 200 000   | 99.0           | 179        | 137           | 42            | 1106                     |                      | 54         | 342        | 77         |
| 1980                                                                            | 211 800              | 214 000   | 99.0           | 150        | 117           | 33            | 1412                     |                      | 47         | 305        | 85         |
| 1990                                                                            | 207 700              | 224 800   | 92.4           | 147        | 104           | 43            | 1412                     |                      | 58         | 261        | 113        |
| 1999                                                                            | 185 000              | 190 000   | 97.4           | 147        | 107           | 40            | 1258                     | 2                    | 53         | 290        | 113        |
| 2000                                                                            | 185 000              | 190 000   | 97.4           | 144        | 104           | 40            | 1284                     | 1                    | 53         | 290        | 113        |
| 2001                                                                            | 185 000              | 190 000   | 97.4           | 150        | 110           | 40            | 1233                     |                      | 53         | 290        | 113        |
| 2002                                                                            | 185 000              | 190 000   | 97.4           | 145        | 106           | 39            | 1275                     |                      | 49         | 262        | 113        |
| 2004                                                                            | 185 000              | 193 413   | 95.7           | 133        | 106           | 27            | 1390                     | 2                    | 44         | 278        | 113        |
| 2010                                                                            | 230 000              | 234 300   | 98.1           | 131        | 103           | 28            | 1755                     | 7                    | 31         | 161        | 88         |
| 2013                                                                            | 255 150              | 258 368   | 98.8           | 136        | 110           | 26            | 1876                     | 11                   | 29         | 148        | 69         |
| 2016                                                                            | 259 615              | 262 906   | 98.7           | 131        | 101           | 30            | 1981                     | 13                   | 33         | 150        | 70         |
| 2019                                                                            | 259 964              | 263 209   | 98.8           | 117        | 99            | 18            | 2221                     | 17                   | 31         | 143        | 70         |
| 2021                                                                            | 259 100              | 262 425   | 98.7           | 118        | 105           | 13            | 2195                     | 18                   | 22         | 141        | 70         |
| Fuente: Catholic-Hierarchy, que a su vez toma los datos del Anuario Pontificio. |                      |           |                |            |               |               |                          |                      |            |            |            |

### Vida consagrada
En el territorio diocesano están presentes los siguientes institutos y sociedades: Hermanos Misioneros de la Misericordia, Orden de Nuestra Señora del Monte Carmelo (Carmelitas descalzas), Congregación de la Pasión (pasionistas), Hijas de la Caridad de San Vicente de Paúl (vicentinas), Hermanos Menores Renovados (franciscanos renovados), Orden de San Agustín (agustinos), Orden de los Hermanos Menores Capuchinos (capuchinos), Orden de los Hermanos Menores Conventuales (franciscanos conventuales), Instituto de las Hijas de María Auxiliadora (salesianas), Benedictinas de la Divina Providencia, Capuchinas de la Inmaculada de Lourdes, Coleginas Hermanas de la Sagrada Familia, Hermanas de la Caridad de San Vicente de Paúl del Príncipe Palagonia, Hermanas Dominicas y Tercera Orden Regular de San Francisco (franciscanos del TOR).

## Episcopologio

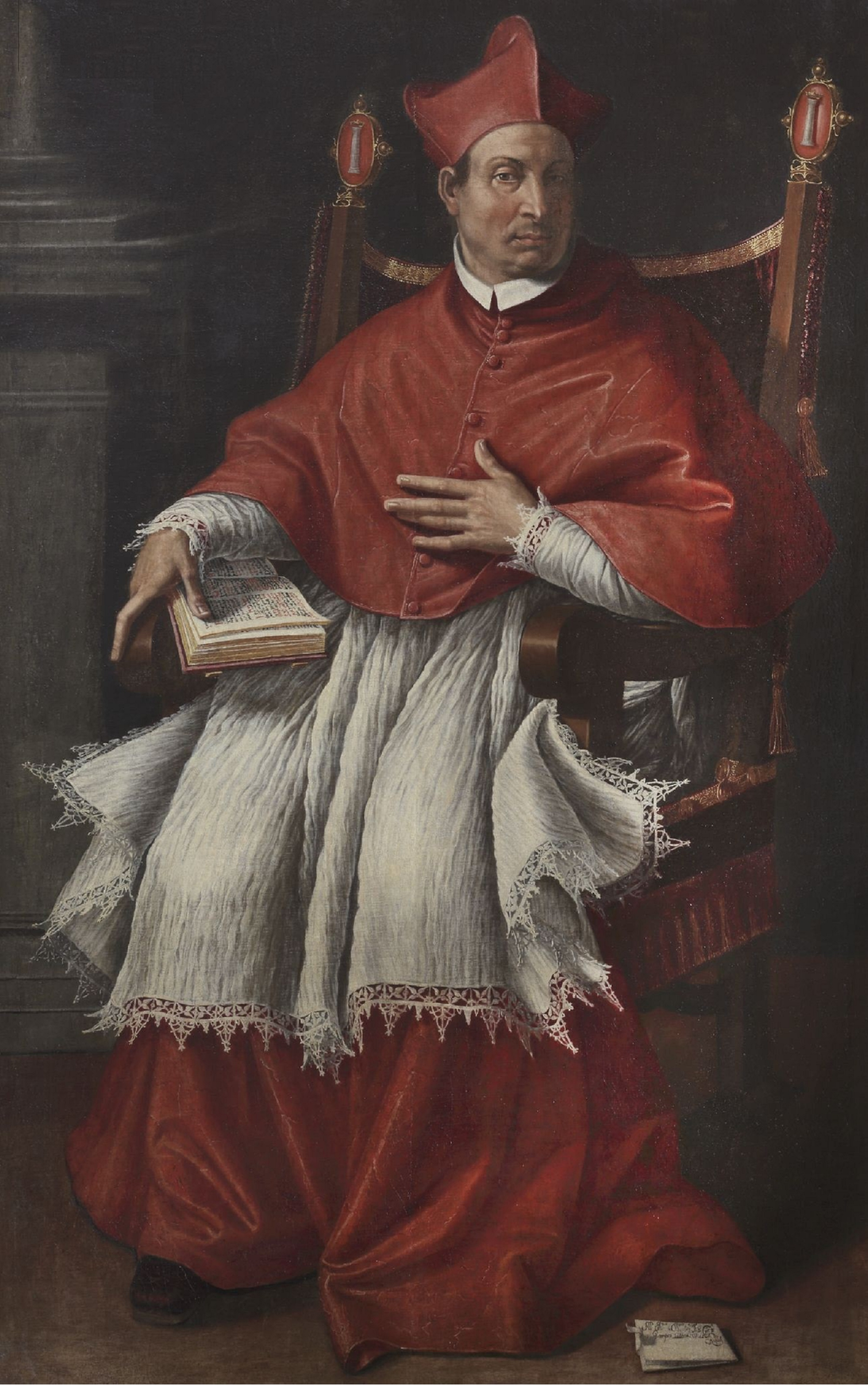
El cardenal Pompeo Colonna fue administrado apostólico de Monreale de 1530 a 1532

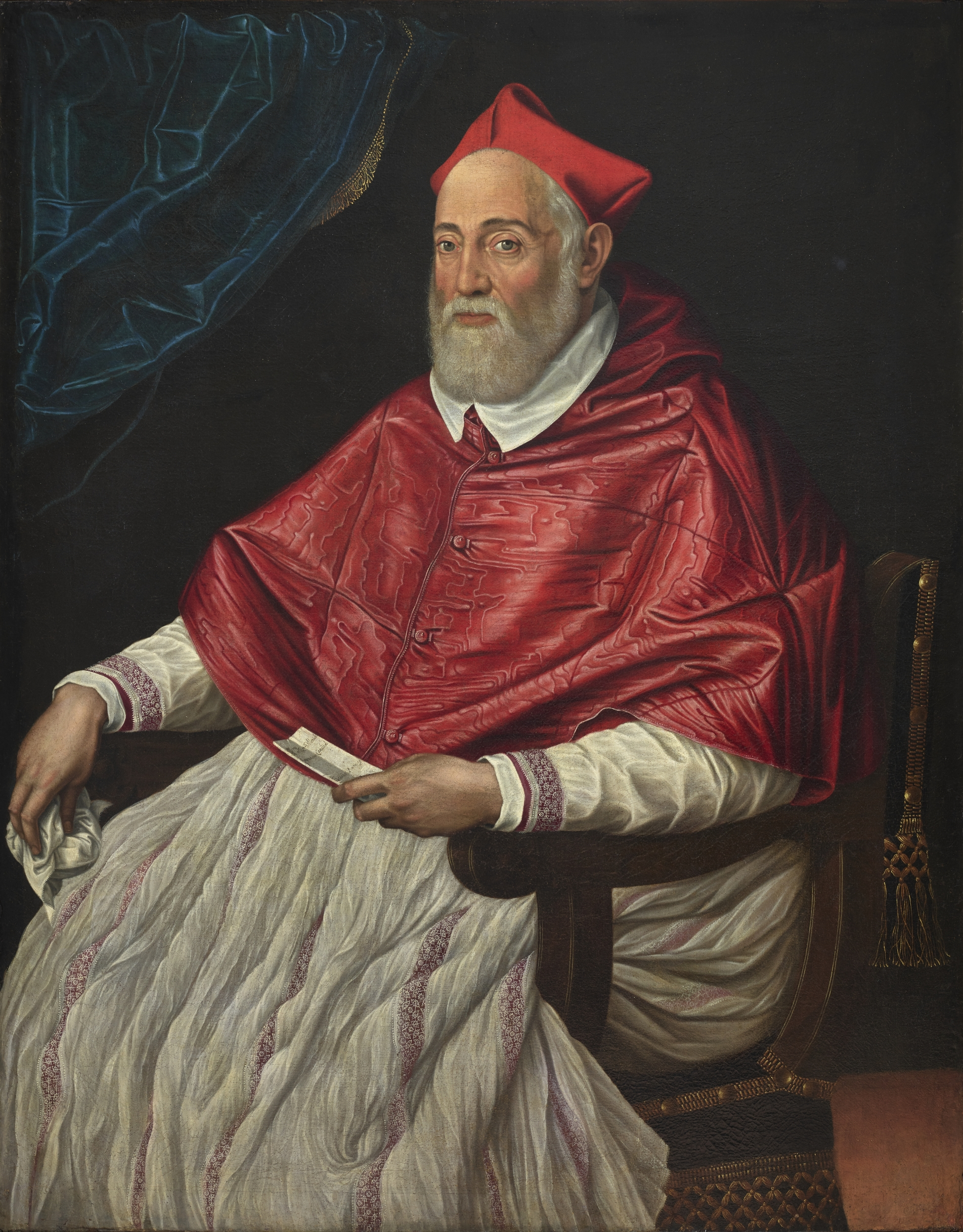
Alejandro Franesio ocupó la sede de Monreale, primero como administrador apostólico (1536-1568) y luego como arzobispo (1568-1573)

- Teobaldo, O.S.B. † (1176-14 de mayo de 1178 falleció) (abate)

- Guglielmo, O.S.B. † (1178-28 octubre circa 1191 falleció)
- Caro, O.S.B. † (antes del 1194-después de 1222)
- Benvenuto † (1254-24 de julio de 1260 falleció)
- Goffredo di Belmonte † (1 de octubre de 1266-1267)
- Trasmundo † (1267-1269)
- Avveduto † (1269-1275 falleció)
- Giovanni Boccamazza † (15 de agosto de 1278-22 de diciembre de 1285 renunció)
  - Giovanni Boccamazza † (22 de diciembre de 1285-20 de agosto de 1286 renunció) (administrador apostólico)
- Pietro Gerra † (20 de agosto de 1286-6 de enero de 1298 nombrado arzobispo de Capua)
- Ruggero Dommusco † (10 de enero de 1304-1304 falleció)
- Arnaldo Ressach † (17 de febrero de 1306-1324 falleció)
- Napoleone Orsini † (26 de julio de 1325-1337 falleció)
- Emanuele Spinola † (4 de noviembre de 1338-abril de 1362 falleció)
- Guglielmo Monstrio † (1362-1379 depuesto)
  - Francisco Riquer, O.F.M. † (19 de noviembre de 1380-19 de diciembre de 1384 nombrado obispo de Huesca) (antiobispo)
  - Pietro † (?) (antiobispo)
- Paolo dei Lapi, O.F.M. † (3 de febrero de 1379-18 de abril de 1418 nombrado arzobispo titular de Tesalónica)
- Giovanni Ventimiglia † (2 de abril de 1418-25 de enero de 1450 falleció)
- Alfonso Coevaruvias † (11 de febrero de 1450-noviembre de 1454 falleció)
- Giovanni D'Aragona † (3 de enero de 1455-4 de octubre de 1458 nombrado obispo de Barcelona)
- Ausias Despuig † (18 de septiembre de 1458-2 de septiembre de 1483 falleció)
- Juan de Borgia Llançol de Romaní † (13 de septiembre de 1483-1 de agosto de 1503 falleció)
- Juan Castellar y de Borja † (9 de agosto de 1503-1 de enero de 1505 falleció)
  - Alfonso d'Aragona † (24 de enero de 1505-23 de enero de 1512 nombrado arzobispo de Valencia) (administrador apostólico)
- Enrique Cardona † (23 de enero de 1512-7 de febrero de 1530 falleció)
  - Pompeo Colonna † (20 de diciembre de 1530-28 de junio de 1532 falleció) (administrador apostólico)
  - Ippolito de' Medici † (26 de julio de 1532-10 de agosto de 1535 falleció) (administrador apostólico)
  - Alessandro Farnese † (15 de mayo de 1536-14 de enero de 1568 nombrado arzobispo) (administrador apostólico)
- Alessandro Farnese † (14 de enero de 1568-9 de diciembre de 1573 renunció)
- Ludovico de Torres I † (9 de diciembre de 1573-31 de diciembre de 1583 falleció)
  - Sede vacante (1583-1588)
- Ludovico de Torres II † (22 de enero de 1588-9 de julio de 1609 falleció)
  - Sede vacante (1609-1612)
- Arcangelo Gualtieri, O.F.M. † (18 de junio de 1612-8 de diciembre de 1617 falleció)
  - Sede vacante (1617-1620)
- Jerónimo Venero Leyva † (17 de febrero de 1620-6 de agosto de 1628 falleció)
  - Sede vacante (1628-1634)
- Cosimo de Torres † (3 de abril de 1634-1 de mayo de 1642 falleció)
- Giovanni Torresiglia † (13 de julio de 1644-28 de enero de 1648 falleció)
- Francesco Peretti di Montalto † (30 de mayo de 1650-4 de mayo de 1655 falleció)
- Ludovico Alfonso de Los Cameros † (16 de octubre de 1656-14 de mayo de 1668 nombrado arzobispo de Valencia)
- Vitaliano Visconti † (2 de junio de 1670-7 de septiembre de 1671 falleció)
- Giovanni Roano e Corrionero † (27 de noviembre de 1673-4 de julio de 1703 falleció)
- Francesco del Giudice † (14 de enero de 1704-15 de febrero de 1725 renunció)
- Juan Álvaro Cienfuegos Villazón, S.I. † (21 de febrero de 1725-24 de abril de 1739 renunció)
- Troiano Acquaviva d'Aragona † (4 de mayo de 1739-20 de marzo de 1747 falleció)
  - Sede vacante (1747-1753)
- Giacomo Bonanno † (28 de mayo de 1753-14 de enero de 1754 falleció)
- Francesco Testa † (22 de abril de 1754-17 de mayo de 1773 falleció)
  - Sede vacante (1773-1776)
- Francesco Ferdinando Sanseverino, C.P.O. † (15 de abril de 1776-31 de marzo de 1793 falleció)
- Filippo Lopez y Royo, C.R. † (17 de junio de 1793-4 de septiembre de 1801 renunció)
- Mercurio Maria Teresi † (24 de mayo de 1802-17 de abril de 1805 falleció)
  - Sede vacante (1805-1816)
- Domenico Benedetto Balsamo, O.S.B. † (23 de septiembre de 1816-6 de abril de 1844 falleció)
- Pier Francesco Brunaccini, O.S.B. † (24 de noviembre de 1845-14 de junio de 1850 falleció)
  - Sede vacante (1850-1858)
- Benedetto D'Acquisto † (23 de diciembre de 1858-7 de agosto de 1867 falleció)
  - Sede vacante (1867-1871)
- Giuseppe Maria Papardo del Parco, C.R. † (27 de octubre de 1871-3 de agosto de 1883 falleció)
- Domenico Gaspare Lancia di Brolo, O.S.B. † (24 de marzo de 1884-31 de julio de 1919 falleció)
- Antonio Augusto Intreccialagli, O.C.D. † (31 de julio de 1919 por sucesión-19 de septiembre de 1924 falleció)
- Ernesto Eugenio Filippi † (6 de abril de 1925-23 de agosto de 1951 falleció)
- Francesco Carpino † (23 de agosto de 1951 por sucesión-19 de enero de 1961 renunció[nota 1])
- Corrado Mingo † (28 de abril de 1961-11 de marzo de 1978 retirado)
- Salvatore Cassisa † (11 de marzo de 1978-24 de mayo de 1997 retirado)
- Pio Vittorio Vigo † (24 de mayo de 1997-15 de octubre de 2002 nombrado arzobispo a título personal de Acireale)
- Cataldo Naro † (18 de octubre de 2002-29 de septiembre de 2006 falleció)
- Salvatore Di Cristina (2 de diciembre de 2006-8 de febrero de 2013 retirado)
- Michele Pennisi (8 de febrero de 2013-28 de abril de 2022 retirado)
- Gualtiero Isacchi, desde el 28 de abril de 2022